# Visconti (compañía)
Visconti es una marca italiana de artículos de lujo, fundada en 1988 en Florencia por Dante Del Vecchio y Luigi Poli, coleccionistas de plumas estilográficas. La empresa es conocida por usar celuloide en la fabricación de sus plumas estilográficas, añadiendo detalles en marfil, titanio, oro, diamantes, ebonita y fibra acrílica.
Las plumas estilográficas artesanales de Visconti han sido reconocidas por su calidad y su fina artesanía. Su línea de productos ha evolucionado con el tiempo, con varias colecciones lanzadas desde su creación.

## Historia
La empresa fue fundada el 20 de octubre de 1988 por Luigi Poli y Dante del Vecchio, dos amigos apasionados por las plumas estilográficas.
La primera colección lanzada por Visconti fue la "Classic", una pluma hecha de celuloide, que se utilizaría en varias colecciones en años sucesivos. El éxito de esta pluma animó a los fundadores de la compañía a lanzar una nueva edición limitada de cien piezas, "Urushi", hecha de ebonita y decorada con técnicas de lacado japonesas.
Durante la década de 1990, la firma desarrolló el sistema de llenado por alto vacío (1993), el tintero de viaje (1997) y el sistema de llenado de doble depósito (1998), que consistía en un sistema de recarga de doble depósito para evitar fugas. En 2008, la compañía contaba con 25 empleados que fabricaban sus plumas artesanalmente.
En 2009, Visconti llegó a un acuerdo con la casa Coles de Londres (con sede en Carolina del Norte), mediante el que Coles se convirtió en el distribuidor oficial de los productos Visconti en Estados Unidos. Juntas, ambas compañías lanzaron una gama de nuevos productos, incluyendo la Colección Rembrandt, Opera Masters, la Colección Homo Sapiens, la gama Divina Royale y la edición limitada Templari.
Hacia 2012, Visconti exportaba sus productos a más de 50 países de todo el mundo, con 50.000 plumas vendidas al año.
Dante Del Vecchio dejó Visconti en 2016 debido a un conflicto con su socio, y posteriormente asumió el cargo de diseñador jefe de plumas en la empresa Pineider.
La compañía también comercializa relojes de pulsera con su propia marca.